# Dieter Janssen
Dieter Janssen (Jaraguá do Sul, 24 de agosto de 1967) é um empresário e político brasileiro.
Filho de Enno Janssen e de Perola Kuchenbecker Janssen. Casou com Zélia Breithaupt Janssen.
Concorreu duas vezes ao cargo de deputado estadual para Assembleia Legislativa de Santa Catarina, pelo Partido Progressista (PP), ficando como suplente em ambas. Na 16ª Legislatura (2007-2011) obteve 15.884 votos, assumindo o cargo em abril de 2010. Na 17ª Legislatura (2011-2015) obteve 20.745 votos, tendo também assumido o cargo, mas em 2012 licenciou-se para concorrer à prefeitura de Jaraguá do Sul, sendo eleito com 46.630 votos.